# Bombus brodmannicus
Bombus brodmannicus (saknar svenskt namn) är en insekt i överfamiljen bin (Apoidea) och släktet humlor (Bombus) som lever i Alperna i Sydeuropa samt västligaste Asien.

## Beskrivning
Artens huvud är svart, mellankroppen vit till ljusgrå framtill och baktill, med ett svart tvärband som tjocknar på mitten, de två främsta tergiterna också vita/ljusgrå, följda av en svart tergit och med de sista tergiterna orangeröda.

## Ekologi
Humlan är en bergslevande art, som kan gå upp till 2 900 m. Den föredrar steppliknande områden, men kan även påträffas i skogsbryn. Aktivitetsperioden är dels tidigt på morgonen, dels nära solnedgången.
Underarten i Alperna, Bombus brodmannicus delmasi är strängt oligolektisk, den är specialiserad  på vaxblommorna Cerinthe glabra och liten vaxblomma (Cerinthe minor) i familjen strävbladiga växter. Den östliga underarten däremot, Bombus brodmannicus brodmannicus, är polylektisk, den hämtar näring från blommande växter i många familjer: Kransblommiga växter som salviasläktet (kranssalvia), syskor, nepetasläktet och klockväxter som blåklockor (knölklocka) och Asyneuma, ärtväxter som esparsetter och vickrar väddväxter som  jätteväddar samt korgblommiga växter som piggtistlar.

## Utbredning
Bombus brodmannicus finns dels i Alperna i södra Frankrike och norra Italien som underarten B. brodmannicus delmasi, dels i Kaukasien, Armenien och Turkiet  som nominatunderarten, B. brodmannicus brodmannicus. Den är dock ingenstans vanlig, speciellt inte i Alperna.

## Hotstatus
Även om arten är sällsynt, är populationen stabil. Utbredningsområdet är emellertid extremt litet, speciellt i Europa, och då den dessutom påverkas negativt av klimatförändringarna med dess ökande frekvens av värmeböljor, klassificerar Internationella naturvårdsunionen (IUCN) den som starkt hotad (EN).